# Nazionale di calcio
La nazionale di calcio è una squadra che rappresenta la federazione d'appartenenza a livello internazionale.

## Definizione
Le squadre nazionali sono espressioni ciascuna della propria federazione (che generalmente rappresenta un Paese sovrano come per esempio Italia, Brasile o Germania, anche se esistono eccezioni storiche come le quattro federazioni del Regno Unito, Inghilterra, Galles, Scozia e Irlanda del Nord, oppure geografiche come Tahiti, dipartimento della Francia ma per motivi di lontananza dalla madrepatria autorizzata ad agire in autonomia in Oceania e ad avere una propria rappresentativa internazionale); ogni federazione, per competere a livello internazionale con proprie rappresentative nazionali, deve essere riconosciuta e affiliata alla FIFA.
L'allenatore di una nazionale è chiamato commissario tecnico, il quale convoca i calciatori in ottemperanza ai criteri vigenti per l'evento.
È indifferente se il giocatore convocato sia tesserato per un dato club o sia libero da contratto.

## Livelli

### Nazionale A
Detta anche nazionale maggiore, è la massima rappresentativa nazionale: i calciatori sono convocabili senza limite d'età.

### Nazionale giovanile
Gli atleti di tale formazione devono avere un'età che non superi il numero indicato dopo la dicitura Under (per esempio Under-21). Fanno eccezione i fuoriquota.

### Nazionale di lega
Possono venire convocati i calciatori militanti in un campionato, senza distinzione di nazionalità.

## Eventi
Il calendario FIFA prevede le seguenti competizioni:
- Gara amichevole: incontro ufficiale - purché disputata tra nazionali - senza assegnazione di punti.[10]
- Campionato continentale: torneo organizzato dalla singola federazione, per designare il campione continentale. Fino al 2017 la vittoria del titolo dava il diritto di partecipazione alla Coppa delle Confederazioni.
- Coppa delle Confederazioni FIFA: torneo estinto cui partecipavano 8 nazionali: le 6 campioni continentali, i campioni del mondo e lo Stato organizzatore del successivo Mondiale. Costituiva una «prova generale» di quest'ultima competizione.
- Campionato del mondo: la massima competizione per le nazionali, attualmente con 48 partecipanti. Assegna il titolo di campione mondiale.
- Giochi olimpici: essendo il calcio presente nel programma d'Olimpiade, il corrispettivo torneo designa il campione olimpico, sebbene ad esso siano ammesse le nazionali Under-23 con al massimo 3 giocatori fuoriquota. Per questo motivo si parla di "nazionale olimpica".

## Suddivisione per federazioni continentali
La presente suddivisione non è né amministrativa né geografica ma tiene conto solo dell'affiliazione di una federazione alla propria confederazione continentale: quindi, a titolo d'esempio (non esaustivo) l'Australia, benché geograficamente in Oceania, calcisticamente è una federazione asiatica perché affiliata alla AFC, così come Azerbaigian, Georgia, Armenia e Israele, benché in Asia, ai fini calcistici sono europee in quanto affiliate all'UEFA.
- Nazionali africane di calcio, la cui federazione è affiliata a CAF
- Nazionali asiatiche di calcio, la cui federazione è affiliata ad AFC
- Nazionali europee di calcio, la cui federazione è affiliata all'UEFA
- Nazionali nord e centroamericane di calcio, la cui federazione è affiliata a CONCACAF
- Nazionali oceaniane di calcio, la cui federazione è affiliata a OFC
- Nazionali sudamericane di calcio, la cui federazione è affiliata a CONMEBOL